# 助手 (教育)
助手（じょしゅ）は、所属組織の教育研究の円滑な実施に必要な業務を行う教育職員である。

## 概要
大学における助手は、学校教育法上、教授及び助教授の職務を助けることが職務で、所属組織の円滑運営を補佐することを業務とした。2007年4月1日の学校教育法一部改正で旧来の「助手」は、自ら教育研究を行うことを主たる職務とする助教と、研究の補助や事務などを主たる業務とする助手に分化した。
かつて助手は、修士課程修了者から一定以上の研究や教育能力を有する者を、教授らが選別して採用した。助手はのちに博士を修得すると、講師以上に昇格する可能性が開けた。近年は任期付き採用とともに、在職中の業績不足や、助教以上の昇任予定が無く、任期終了で解雇も増えている。教育の後方支援を業務とする「実験助手」なども見られたが、多くは「助手」に変更された。
採用時は学位が要件になく、のちに学位修得ならず、解雇されず、定年まで助手で昇格しない万年助手と俗称される者も散見された。

## 助手の歴史
官制上に明記された正規の職員として、最初に助手が登場するのは、1893年（明治26年）8月改正の帝国大学官制である。それ以前も助手と称する職名も見られたが正規職員ではなかった。助手ポストの起源は不明点が多く、帝国大学の前身機関や専門分野ごとに多様なルーツがある。
教育・研究補助を行う者の名称は、教場助手・教場補助から有給助手へと名称を変更していった。更に1890年（明治23年）11月の帝国大学令改正により、それまでの有給助手は技手に移行した。そして、無給助手と同様に卒後研修の場となり、帝大卒業生によって占められることになる。
1893年(明治26年)8月には、帝国大学官制（明治26年8月11日勅令第83号）が制定され、助手については、「助手ハ判任トス教官ノ指揮ヲ承ケ学術技芸ニ関スル職務ニ服ス」と規程された。官制制定の理由書には、助手名称の採用理由として、「技手ノ名ヲ改メテ助手トセルハ大学ノ技手ハ教務ニ従事スルモノナレバ名実相合ハシメ」と記されていたが、この助手規程は、卒後研修に励む者、教育・研究補助を行う者、どちらの助手運用も可能であるように解釈できる漠然としたものであった。助手は技手同様判任官であったが、職階上では書記の上に位置付けられるなどその地位は上昇した。
助手制度の官制化で、技手の改称は教育研究補助員の処遇問題であった。名称で助手の選択で、帝大卒業生の卒業後研修を保障する帝大内部の助手像が法認された。帝国大学初期の助手制度はこの二つの目的が混在していた。
助手制度は主に、実験・実習・臨床などを持つ、理科系学部(医・工・理・農学部)の教育・研究体制の必要性から生じたものであった。一方、文学部に助手が登場するのは1897年(明治30年)、法学部では1903年(明治36年)になってからと、帝国大学黎明期から既に学部による偏差が見られた。

## 助手問題
助手問題は、名称、給与、高齢助手の存在、学内選挙権、教官会議の構成、などがあり、多様な種類の助手が存在するため一律の解決方法が難しい。
助手の種類は1978年の国立大学協会第六常置委員会による調査報告書で、職務内容別に4種とされる。
1. 研究助手… それぞれの専門分野における学界の後継者であり、職歴の上では、将来教授・助教授への昇進が期待される職務内容を有する者
2. 実験助手… 学界においては、講師以上の地位が一般的には期待されない、技官的性格の職務内容を有する者
3. 事務助手… 主として人文・社会科学系の分野において、事務官・教務職員的内容の職務に従事する者
4. 臨床・研究助手… 医学・歯学の分野に特有の存在

同報告書は「助手の採用にしろ、任用後の助手の職務内容しろ、助手制度の運用にしろ、大学によって、同一大学でも部局によって、同一部局でも学科や教室によって、必ずしも統一がとれているわけではなく、多様である。このことが、大学や学部・研究所等における助手の位置づけを不統一なものとし、助手の地位や処遇の改善を困難にしている」とあり、助手問題の解決の困難さを示唆している。
理科系学部（特に実験系学部）と文科系学部との助手に対する考え方には相違がある。文科系学部での研究は、教授、助教授、講師、助手といった職階にかかわらず、個々の研究者が各自のテーマを追求する形で進められるのが一般的であり、文科系学部の教育は多人数相手の講義形式で行うことが可能である。対して、自然科学系、特に実験系学部の研究は、一般的にチームワーク体制をとって行われることが多く、理科系学部のなかで重要な位置を占める実験指導はマンツーマンに近い形での教育を必要とする。この点においても、文科系学部に比べて理科系学部では、教育職に位置付けられる補助者としての助手の必要性は高い。